# Lijst van voetbalinterlands Cambodja - Guam
Deze lijst van voetbalinterlands is een overzicht van alle officiële voetbalwedstrijden tussen de nationale teams van Cambodja en Guam. De landen hebben tot op heden vier keer tegen elkaar gespeeld. De eerste ontmoeting, een groepswedstrijd tijdens de AFC Challenge Cup 2006, vond plaats op 6 april 2006 in Dhaka (Bangladesh). Het laatste duel, een kwalificatiewedstrijd voor de Azië Cup 2023, werd gespeeld in Madinat Isa (Bahrein) op 12 oktober 2021.

## Wedstrijden
| № | Plaats      | Datum            | Competitie                 | Wedstrijd       | Uitslag |
| - | ----------- | ---------------- | -------------------------- | --------------- | ------- |
| 1 | Dhaka       | 6 april 2006     | AFC Challenge Cup 2006     | Cambodja − Guam | 3 − 0   |
| 2 | Phnom Penh  | 19 november 2013 | Vriendschappelijk          | Cambodja − Guam | 0 − 2   |
| 3 | Madinat Isa | 9 oktober 2021   | Azië Cup 2023 kwalificatie | Guam − Cambodja | 0 − 1   |
| 4 | Madinat Isa | 12 oktober 2021  | Azië Cup 2023 kwalificatie | Cambodja − Guam | 2 − 1   |

## Samenvatting
| Competitie            | Totaal gespeeld | Winst Cambodja | Gelijk | Winst Guam | Doelsaldo Cambodja – Guam |
| --------------------- | --------------- | -------------- | ------ | ---------- | ------------------------- |
| Azië Cup-kwalificatie | 2               | 2              | 0      | 0          | 3 − 1                     |
| AFC Challenge Cup     | 1               | 1              | 0      | 0          | 3 − 0                     |
| Vriendschappelijk     | 1               | 0              | 0      | 1          | 0 − 2                     |
| Totaal                | 4               | 3              | 0      | 1          | 6 − 3                     |

Wedstrijden bepaald door strafschoppen worden, in lijn met de FIFA, als een gelijkspel gerekend.